# Volkswagen Up! Lite
O Up! Lite é um protótipo de modelo compacto urbano supereconômico, apresentado pela Volkswagen na edição de 2009 do Salão de Los Angeles.

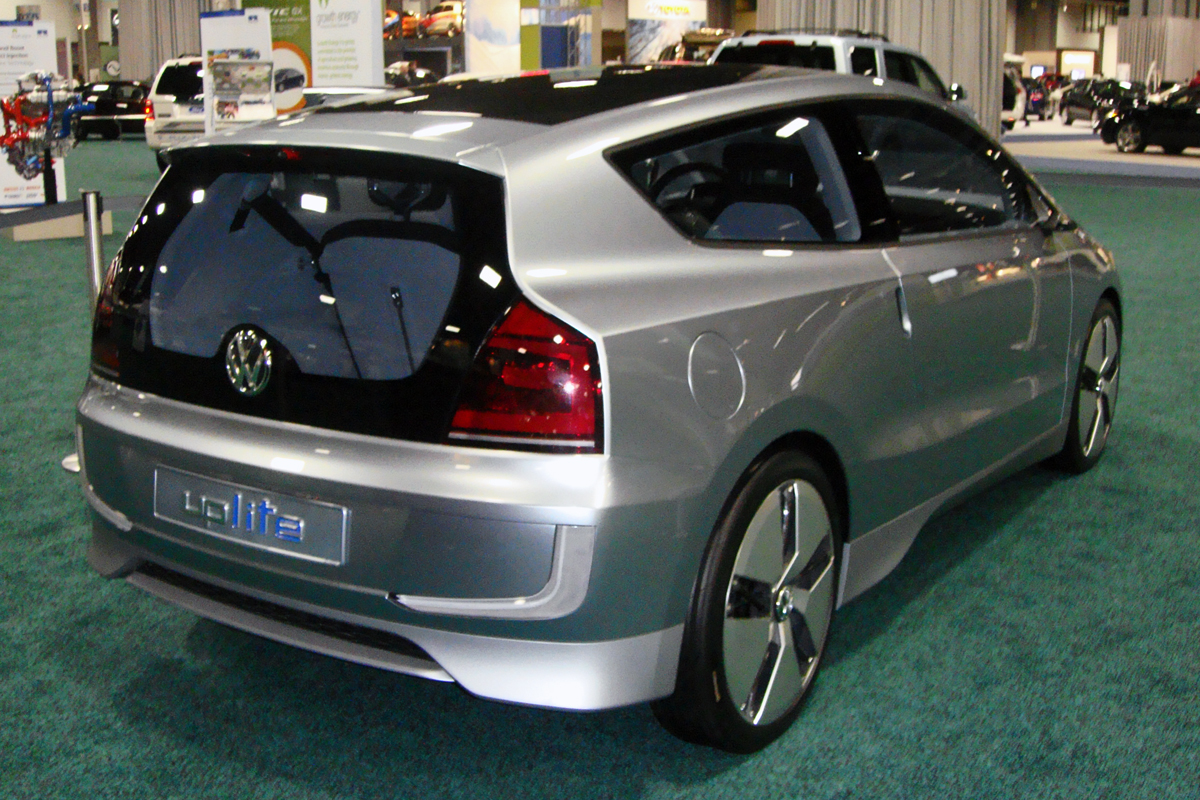
Traseira do modelo.